# Petar Stipetić
Petar Stipetić, hrvaški general, * 24. oktober 1937, Ogulin, † 14. marec 2018, Zagreb.